# Bulustalan
Bulustalan is een bestuurslaag in het regentschap Semarang van de provincie Midden-Java, Indonesië. Bulustalan telt 4618 inwoners (volkstelling 2010).